# Lage Andersson
Lage Viktor Sigurd Andersson (Mörbylånga, 31 maggio 1920 – Farsta, 14 ottobre 1999) è stato un sollevatore svedese medagliato europeo, che ha gareggiato nella categoria dei pesi massimi.

## Carriera
Militò nello Stockholms AK, e fu per quattro volte campione svedese dei massimi: nel 1949, 1950 e 1951 oltre gli 82,5 kg. e nel 1958 oltre i 90 kg. Prese parte ai Giochi olimpici di Helsinki 1952, classificandosi al nono posto. Vinse due medaglie di bronzo ai campionati europei: a Parigi nel 1950 e a Helsinki nel 1952, quest'ultima nella medesima gara olimpica.
È sepolto nel cimitero Skogskyrkogården di Stoccolma.